# Erioptera lucerna
Erioptera lucerna är en tvåvingeart som beskrevs av Alexander 1926. Erioptera lucerna ingår i släktet Erioptera och familjen småharkrankar. Inga underarter finns listade i Catalogue of Life.